# Super Bowl XXIII
A Super Bowl XXIII az 1988-as NFL-szezon döntője volt. A mérkőzést a Joe Robbie Stadionban, Miamiban játszották 1989. január 22-én. A mérkőzést a San Francisco 49ers nyerte.

## A döntő résztvevői
A Cincinnati Bengals az alapszakaszbeli 12–4-es mutatóval az AFC első kiemeltjeként került a rájátszásba. Erőnyerőként a Bengals csak a konferencia-elődöntőben játszott először. Hazai pályán a Seattle Seahawks-t győzte le, majd a konferencia-döntőben szintén otthon a Buffalo Bills ellen győzött. A Bengals korábban 1982-ben vett részt a Super Bowlon, amelyet elvesztett a San Francisco 49ers ellen.
A San Francisco 49ers az alapszakaszban 10–6-os eredménnyel zárt. Az NFC második kiemeltjeként jutott a rájátszásba. Erőnyerőként csak a konferencia-elődöntőben kapcsolódott be a rájátszásba, ahol otthon a Minnesota Vikings-t verte, később a konferencia-döntőben idegenben győzte le a Chicago Bears-t. A 49ers korábban kétszer nyert Super Bowlt.

## A mérkőzés
A mérkőzést 20–16-ra a San Francisco 49ers nyerte, amely története harmadik Super Bowl-győzelmét aratta. A legértékesebb játékos díját a 49ers elkapója, Jerry Rice kapta.
| N | Idő   | Drive | Drive | Drive     | Csapat  | Play leírása                                                                                   | Pont    | Pont  |
| N | Idő   | Play  | Yard  | Időtartam | Csapat  | Play leírása                                                                                   | Bengals | 49ers |
| - | ----- | ----- | ----- | --------- | ------- | ---------------------------------------------------------------------------------------------- | ------- | ----- |
| 1 | 3:14  | 12    | 73    | 5:02      | 49ers   | Mezőnygól. Mike Cofer 41 yardról.                                                              | 0       | 3     |
|   |       |       |       |           |         |                                                                                                |         |       |
| 2 | 1:15  | 5     | 28    | 2:45      | Bengals | Mezőnygól. Jim Breech 34 yardról.                                                              | 3       | 3     |
|   |       |       |       |           |         |                                                                                                |         |       |
| 3 | 5:45  | 12    | 61    | 9:15      | Bengals | Mezőnygól. Jim Breech 43 yardról.                                                              | 6       | 3     |
| 3 | 0:50  | 3     | 8     | 1:32      | 49ers   | Mezőnygól. Mike Cofer 32 yardról.                                                              | 6       | 6     |
| 3 | 0:34  | –     | –     | –         | Bengals | Touchdown. Stanford Jennings 93 yardos kezdőrugás utáni visszahordás. Jim Breech jutalomrúgás. | 13      | 6     |
|   |       |       |       |           |         |                                                                                                |         |       |
| 4 | 14:03 | 4     | 85    | 1:31      | 49ers   | Touchdown. Jerry Rice 14 yardos átadás Joe Montanától. Mike Cofer jutalomrúgás.                | 13      | 13    |
| 4 | 3:20  | 10    | 46    | 5:27      | Bengals | Mezőnygól. Jim Breech 40 yardról.                                                              | 16      | 13    |
| 4 | 0:34  | 11    | 92    | 2:46      | 49ers   | Touchdown. John Taylor 10 yardos átadás Joe Montanától. Mike Cofer jutalomrúgás.               | 16      | 20    |